# Juventus Next Gen
Juventus Next Gen ist der Name der zweiten Herrenmannschaft des italienischen Fußballvereins Juventus Turin.

## Geschichte
Zur Saison 2018/19 meldete Juventus Turin mit der U23 seine zweite Herrenmannschaft in der drittklassigen Serie C. Sie trägt ihre Heimspiele im Stadio Giuseppe Moccagatta in Alessandria aus. Erster Cheftrainer war Mauro Zironelli. In der ersten Saison belegte die Mannschaft in der Gruppe A den 12. von 20 Plätzen.
Zur Saison 2019/20 übernahm Fabio Pecchia das Traineramt. Als die Saison Ende Februar 2020 aufgrund der COVID-19-Pandemie abgebrochen wurde, stand die Mannschaft nach dem 27. Spieltag auf dem 10. Platz der Gruppe A, der zur Teilnahme an den Aufstiegs-Play-offs zur Serie B berechtigte. Dort scheiterte man in der 2. Runde an Carrarese Calcio. Am 27. Juni 2020 gewann das Team nach einem 2:1-Sieg gegen Ternana Calcio erstmals die Coppa Italia Serie C.
Zur Saison 2020/21 wurde Andrea Pirlo neuer Cheftrainer. Nachdem Maurizio Sarri wenige Tage nach Pirlos Vorstellung nach dem Achtelfinalaus in der Champions League gegen Olympique Lyon als Trainer der ersten Mannschaft entlassen worden war, übernahm Pirlo am 8. August 2020 dessen Nachfolge, ohne die U23 einmal trainiert zu haben. Sein Nachfolger wurde Lamberto Zauli, der zuvor die A-Junioren (Primavera) trainiert hatte. Unter Zauli erreichte die U23 erneut Rang zehn in Gruppe A der Serie C und qualifizierte sich damit wiederum für die Aufstiegs-Play-offs, in denen man in der 2. Runde am FC Pro Vercelli scheiterte.
2021/22 wurde die U23 Achter der Serie C, Gruppe A. In den Play-offs kam man bis ins Viertelfinale, in dem man Calcio Padova nach einem Gesamtergebnis von 1:1 nach Hin- und Rückspiel unterlegen war, da Padova in der regulären Saison mit Rang zwei die bessere Tabellenplatzierung erreicht hatte.
Zur Saison 2022/23 erhielt die Mannschaft den Namen Juventus Next Gen und mit Massimo Brambilla einen neuen Trainer. Das Team erreichte diesmal Rang zwölf in Gruppe A der Serie C. 2023/24 trat Juventus Next Gen erstmals in Gruppe B der Serie C und schloss diese als Siebenter ab. In den Play-offs scheiterte man wieder an Carrarese Calcio.
In der Saison 2024/25 wird das Team vom Uruguayer Paolo Montero als Cheftrainer betreut und tritt erstmals in Gruppe C der Serie C an, in der ansonsten nur Teams aus Süditalien vertreten sind. 

## Erfolge
- Coppa Italia Serie C: 2019/20

## Aktueller Kader
| Torhüter                                                | Abwehrspieler | Mittelfeldspieler | Stürmer |
| ------------------------------------------------------- | --- | --- | --- |
| - Giovanni Daffara - Giovanni Garofani - Simone Scaglia | - Alessandro Citi - Javier Gil - Pedro Felipe - Fabrizio Poli - David Puczka - Federico Savio - Filippo Scaglia - Riccardo Stivanello - Lorenzo Villa - Riccardo Turicchia | - Luca Amaradio - Livano Comenencia - Nicolò Cudrig - Giacomo Faticanti - Augusto Owusu - Clemente Perotti - Federico Macca - Christos Papadopoulos - Stefano Turco | - Felix Afena-Gyan - Lorenzo Anghelè - Serigne Deme - Alessandro Pietrelli - Juan Ignacio Quattrocchi - Luís Semedo - Tommaso Mancini - Simone Guerra |
| Stand: 21. Februar 2025                                 | | | |

## Ehemalige Spieler
- Vasilije Adžić
- Naouirou Ahamada
- Marley Aké
- Nikolai Baden Frederiksen
- Enzo Barrenechea
- Stefano Beltrame
- Andrea Brighenti
- Matteo Brunori
- Luca Clemenza
- Félix Correia
- Koni De Winter
- Dario Del Fabro
- Lorenzo Del Prete
- Alessandro Di Pardo
- Radu Drăgușin
- Nicolò Fagioli
- Gianluca Frabotta
- Paolo Gozzi
- Cosimo da Graça
- Simone Guerra
- Kaio Jorge
- Han Kwang-song
- Luis Hasa
- Dean Huijsen
- Samuel Iling-Junior
- Franco Israel
- Grigoris Kastanos
- Eric Lanini
- Christopher Lungoyi
- Christian Makoun
- Ettore Marchi
- Alejandro Marqués
- Edoardo Masciangelo
- Stephy Mavididi
- Samuel Mbangula
- Fabio Miretti
- Benjamin Mokulu
- Pablo Moreno
- Dany Mota
- Tarik Muharemović
- Simone Muratore
- Hans Nicolussi Caviglia
- Joseph Nonge
- Marco Olivieri
- Ervin Omić
- Daouda Peeters
- Matheus Pereira
- Fabrizio Poli
- Manolo Portanova
- Hamza Rafia
- Filippo Ranocchia
- Alessandro Pio Riccio
- Lucas Rosa
- Jonas Rouhi
- Dikeni Salifou
- Nicolò Savona
- Nikola Sekulov
- Matías Soulé
- Franco Tongya
- Idrissa Touré
- Michele Troiano
- Giacomo Vrioni
- Wesley
- Kenan Yıldız
- Luca Zanimacchia

## Trainerhistorie
| Amtszeit  | Name              |
| --------- | ----------------- |
| 2018–2019 | Mauro Zironelli   |
| 2019–2020 | Fabio Pecchia     |
| 2020      | Andrea Pirlo      |
| 2020–2022 | Lamberto Zauli    |
| 2022–2024 | Massimo Brambilla |
| 2024      | Paolo Montero     |
| 2024–     | Massimo Brambilla |